# Harmeet Singh
Harmeet Singh (* 12. November 1990 in Oslo) ist ein norwegischer ehemaliger Fußballspieler indischer Abstammung. Er galt als eines der größten Fußballtalente seines Landes.

## Vereinskarriere
Singh begann seine Karriere in der Jugend des Osloer Multisportvereins Furuset IF. 2003 wechselte er stadtintern zu dem Traditionsverein Vålerenga, wo er zu einem der größten Talente Norwegens heranreifte.
Bereits im Alter von sechzehn Jahren wurde er 2007 in den erweiterten Profikader von VIF aufgenommen, kam aber zu keinem Einsatz. In der vierten Runde der Saison 2008 debütierte er unter Spielertrainer Martin Andresen beim 1:1-Unentschieden gegen Rosenborg BK in der Tippeligaen. Singh stand in der Startformation und wurde in der 73. Spielminute beim Stand von 1:0 gegen den Defensivroutinier Ronny Johnsen ausgewechselt. Andresen baute ihn daraufhin gezielt als seinen Ersatz im eher defensiv-orientierten Mittelfeld auf. Bis zum Saisonende kam er daraufhin in acht weiteren Ligaspielen zum Einsatz, dabei absolvierte er jedoch keines über die vollen 90 Spielminuten. Mit dem norwegischen Pokalsieg am Ende der Spielzeit konnte er seinen ersten Titelgewinn im Profibereich feiern. Singh kam in Minute 86 beim Endstand von 4:1 für Stürmer Morten Berre ins Spiel.
Ab der Spielzeit 2009 war er bereits Stammspieler, bildete dabei zumeist gemeinsam mit Kristofer Hæstad oder dem ebenfalls marokkanisch-stämmigen Talent Mohammed Fellah das zentrale Mittelfeldduo vor Andresen in dessen 4-3-3 Spielsystem.
Nach dem Rücktritt von Andresen als Aktiver, folgte 2010 sein endgültiger Durchbruch. Er übernahm nahtlos die etwas defensivere Position seines Trainers und präsentierte sich bald als Denker und Lenker im Spiel von VIF. Neben fünf Saisontoren gelangen ihm zwölf Torvorlagen, von denen vor allem Top-Stürmer Moa Abdellaoue profitierte. Die junge Mannschaft spielte nach Jahren im Mittelfeld der Liga wieder um den Meistertitel und wurde zum Ende der Saison hinter Rosenborg Vizemeister. In Folge war er einer von drei nominierten Spielern zum „U-21 Spieler des Jahres“ in der Tippeligaen, belegte hinter Markus Henriksen von Meister RBK nur Platz zwei. Bereits 2009 war er in der gleichen Kategorie nominiert, wo ihm Mads Stokkelien vorgezogen wurde.
Im Februar 2016 unterschrieb Singh einen Dreijahresvertrag beim dänischen Erstligisten Midtjylland. Der Vertrag wurde fünf Wochen später aufgelöst und Singh kehrte zu Molde FK zurück.

## Nationalmannschaft
Singh kam in jeder Jugendauswahlmannschaft seines Landes zum Einsatz. Eine Qualifikation für ein internationales Turnier blieb ihm jedoch verwehrt.
Am 5. Juni 2009 feierte er im Alter von 18 Jahren beim 1:1 im Auswärtsspiel gegen Estland sein Debüt für die norwegische U-21 Nationalmannschaft. Ihm gelang das Tor zum Endergebnis. 

## Sonstiges

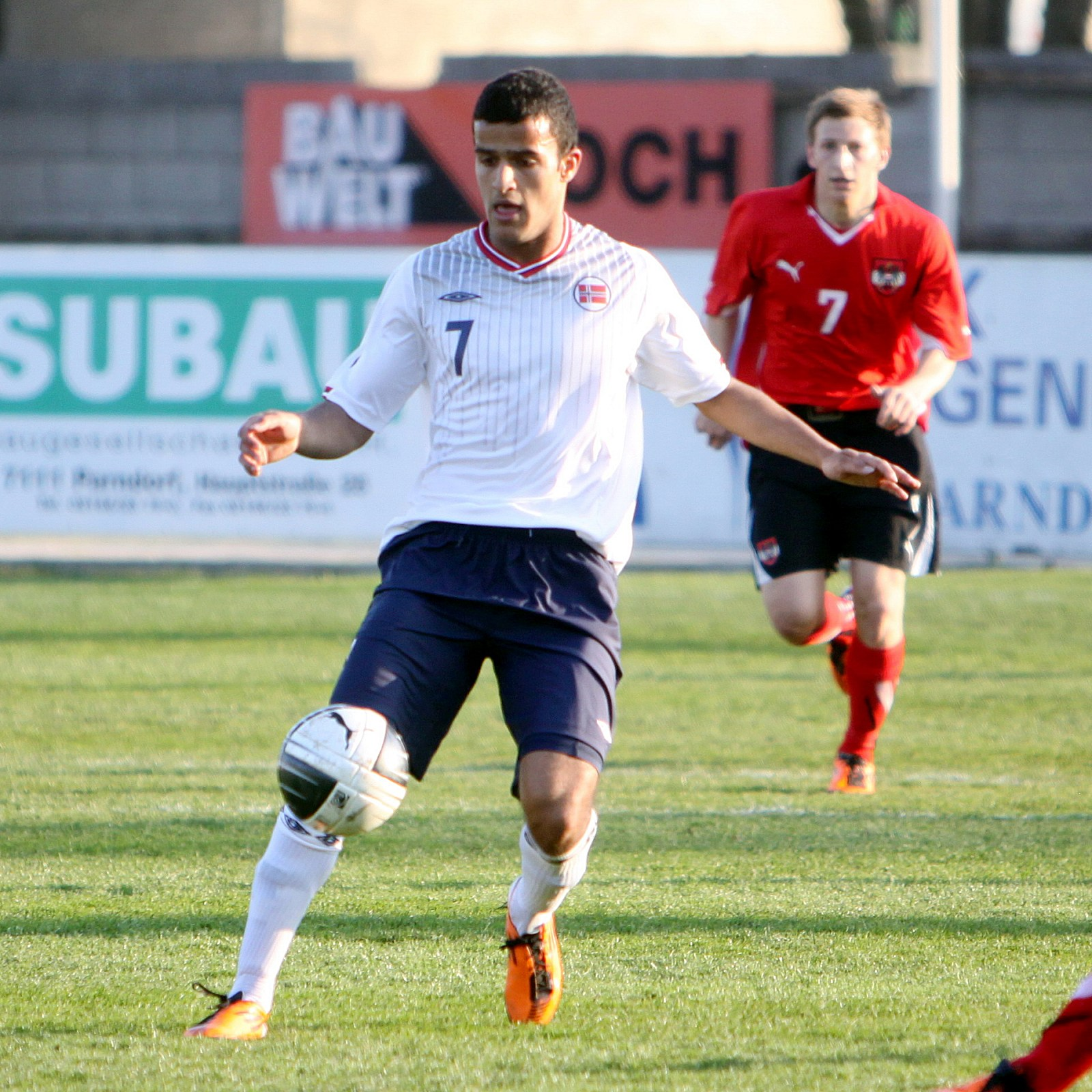
Singh im Trikot der norwegischen U-21 Nationalmannschaft

2006 wurde er von der norwegischen Spielerlegende Hallvar Thoresen in das von der Olympiatoppen (Norwegisches Olympisches Komitee zur Förderung des Spitzensports) initiierte Förderprogramm „Fra talent til toppspiller“ („Vom Talent zum Topspieler“) aufgenommen. Beim damaligen Pilotprojekt sollten die zehn größten norwegischen Talente zwischen fünfzehn und siebzehn Jahren durch zusätzliche individuelle Betreuung an den Profifußball herangeführt werden.
Neben Singh schafften daraufhin sieben weitere Spieler aus dem Programm den Sprung zum Profi. Der älteste berücksichtigte Spieler, Tarik Elyounoussi, war bereits A-Nationalspieler.
Singh ist praktizierender Sikh.
2010 wurde er von der spanischen Fußballzeitung Don Balón als einziger Norweger neben Markus Henriksen unter den „100 größten Talenten der Welt geführt“.

## Erfolge
- 1 × Norwegischer Pokalsieger: 2008
- 1 × Norwegischer Meister: 2014